# ナラカ
ナラカ（Naraka）

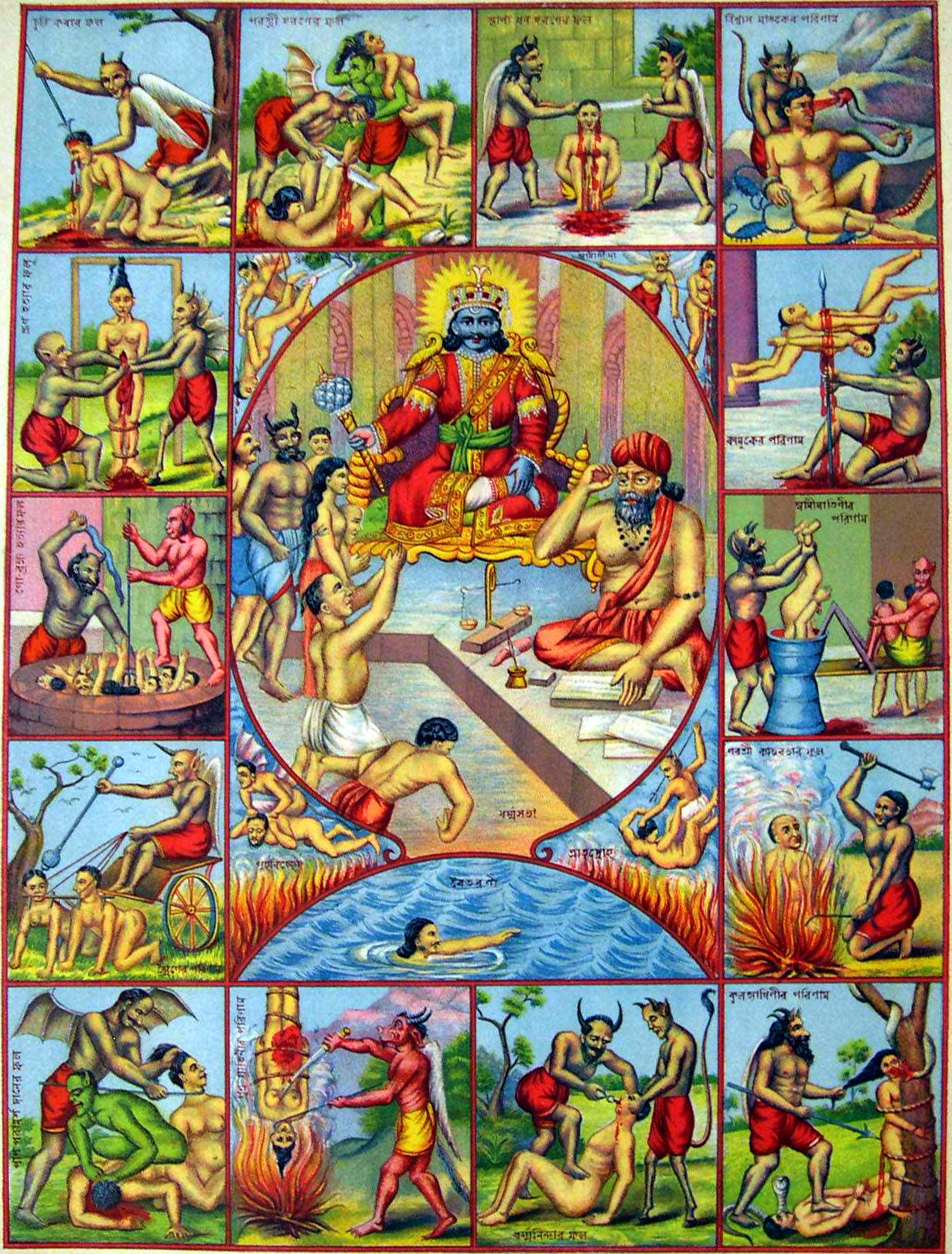
ヒンドゥー教の地獄を表した絵画、中央はヤマ

- サンスクリット語で、地下世界、地獄を意味する語。音写されて奈落、奈落迦、那落迦。
- インド神話に登場するアスラの名前。以下に説明。

ナラカ（Naraka）は、インド神話に登場するアスラである。ナラカースラ（Narakāsura）とも言う。アスラ族の一派ダイティヤ族に属するヒラニヤークシャと大地との間の子である。ドゥヴィヴィタとは友人である。
神話によると、あるときヒラニヤークシャは海面を歩きながら波を棒で叩いて楽しんでいた。この音に驚いたヴァルナ神はヴィシュヌ神に訴えた。ヴィシュヌが現場に到着するとヒラニヤークシャはあわてて牙で大地を持ち上げて、地下に隠れた。この瞬間、大地の女神ブーミは子を身ごもり、生まれたのがナラカであったという。ブーミはこのアスラの子を哀れんで、ヴィシュヌに助けを求めたので、ヴィシュヌは彼にナーラーヤナーストラ（Nārāyaṇāstra）という武器を授けたという。
成長したナラカは強大な力を持ち、アディティのイヤリング(あらゆる不幸を取り除いてくれるという天界の秘宝)や、インドラ神(もしくはヴァルナ神)の天傘、さらには1万6000人のアプサラスを奪って、ムラースラの城プラーグ・ジョーティシャに持ち帰った。こうした悪行によってナラカはクリシュナに化身したヴィシュヌ神に殺されたという。